# ورد فرنسي
ورد فرنسي أو ورد غالي أو ورد غاليك أو ورد بروفانس   (الاسم العلمي:Rosa gallica) هو نوع من النباتات يتبع جنس الورد من الفصيلة الوردية.

## معرِض الصور

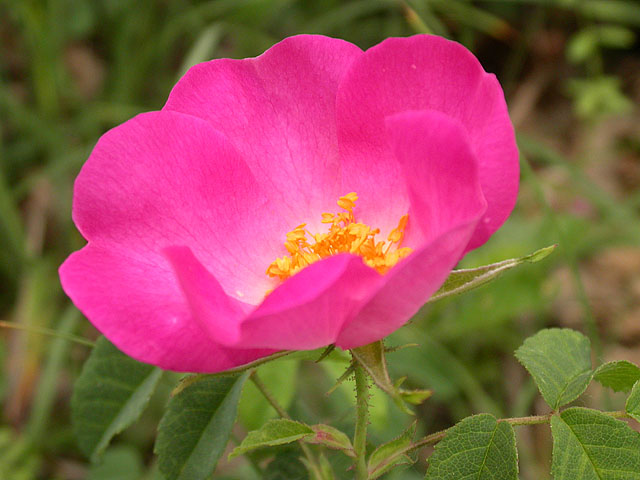
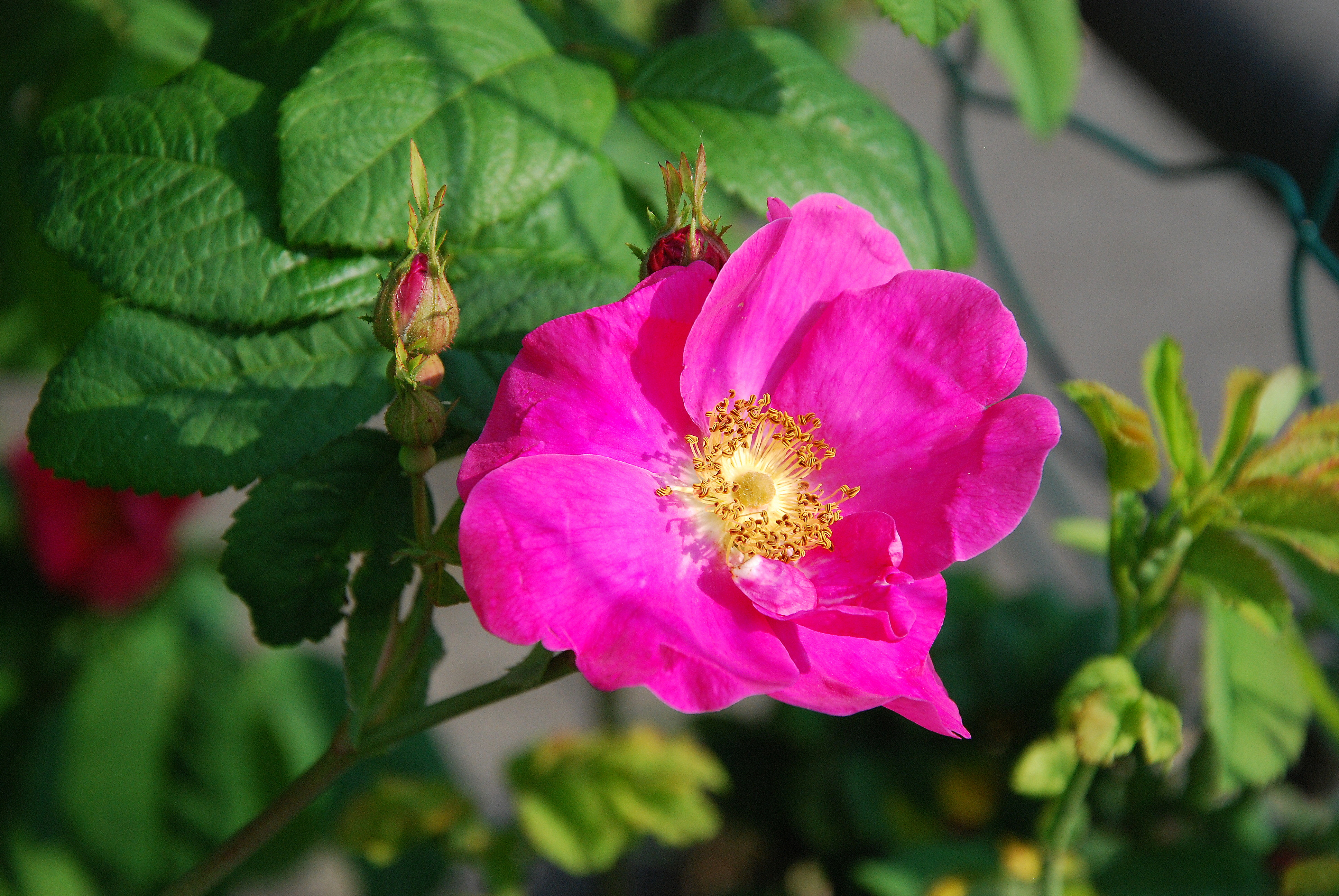
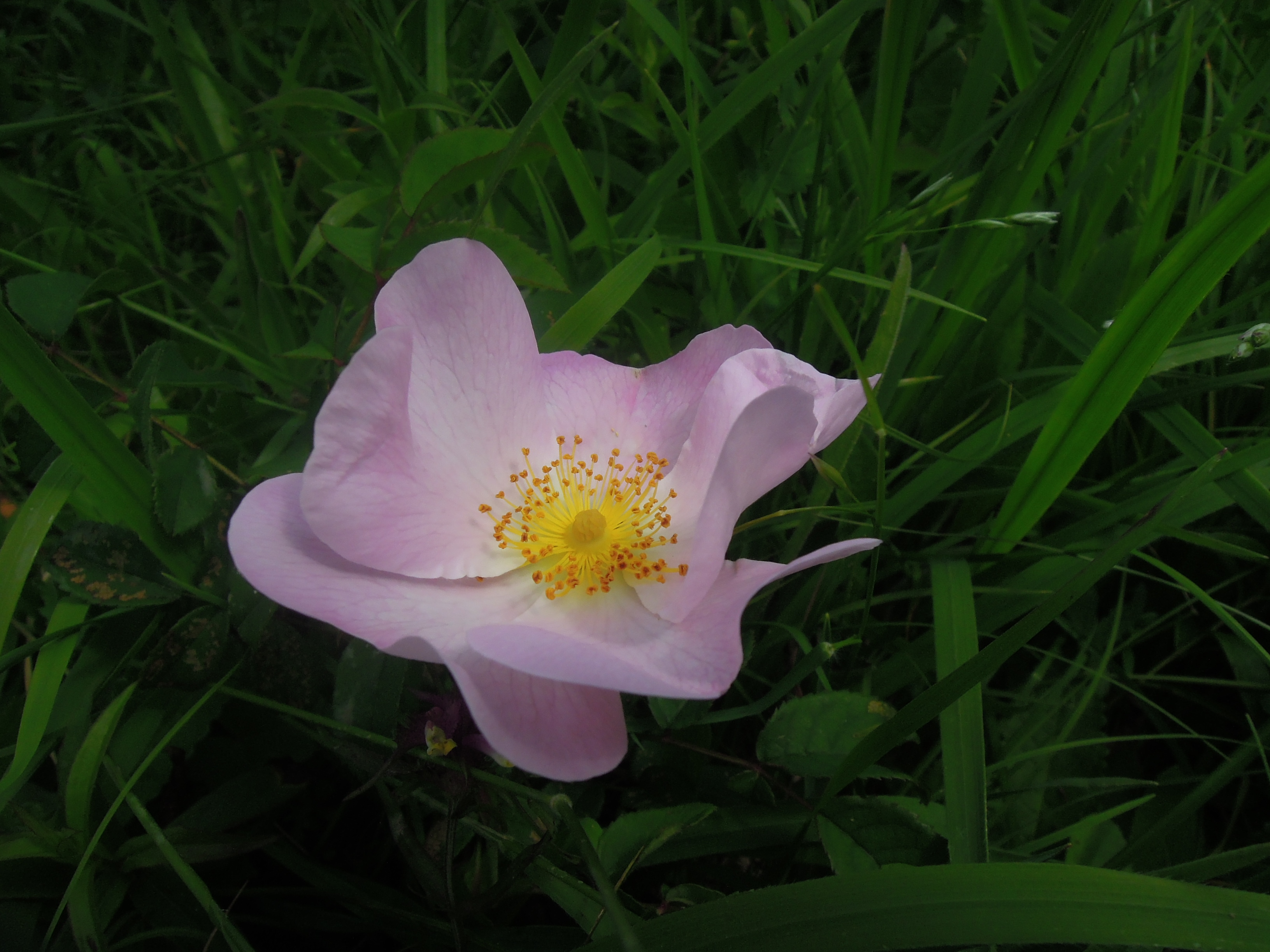
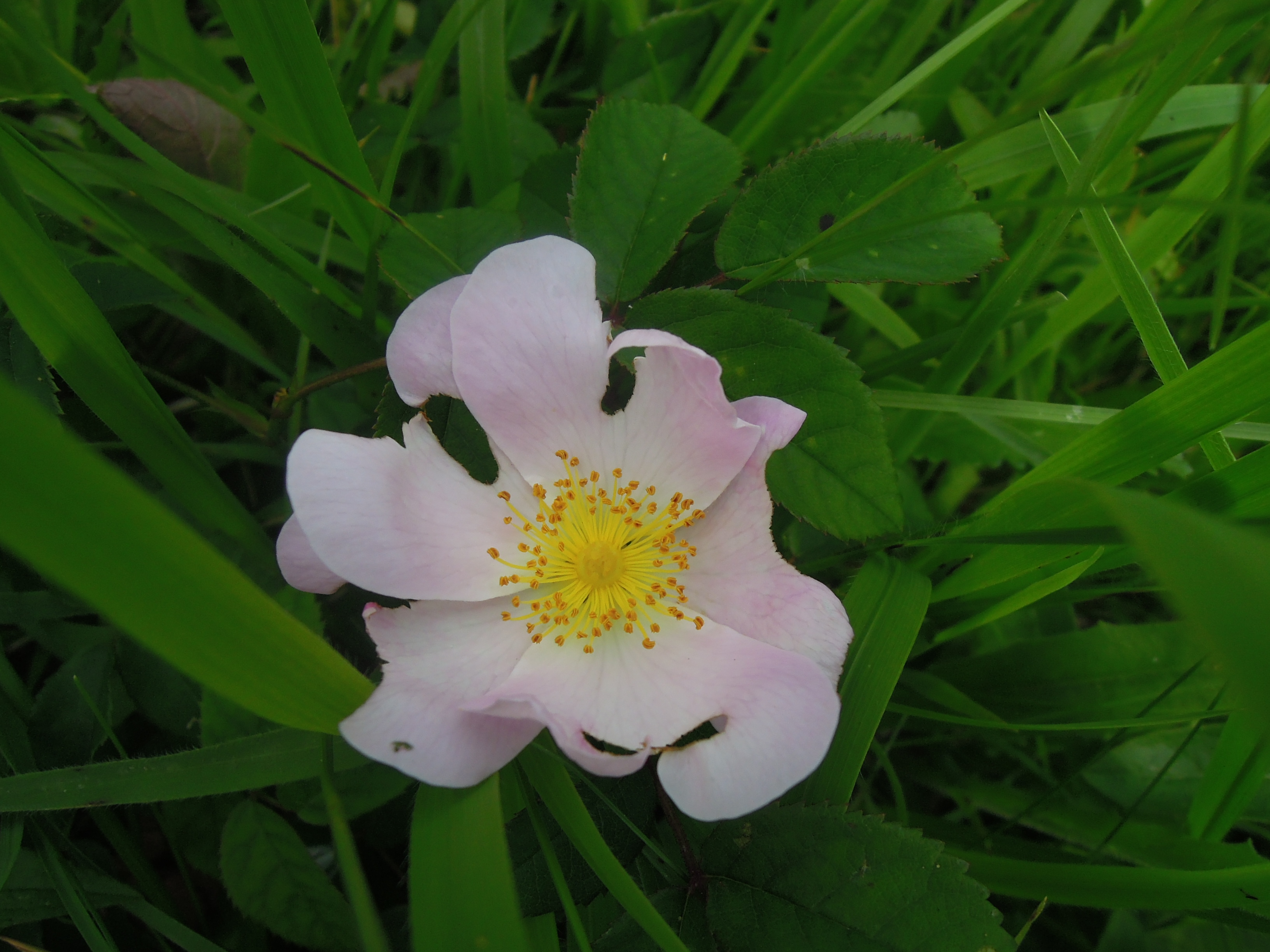
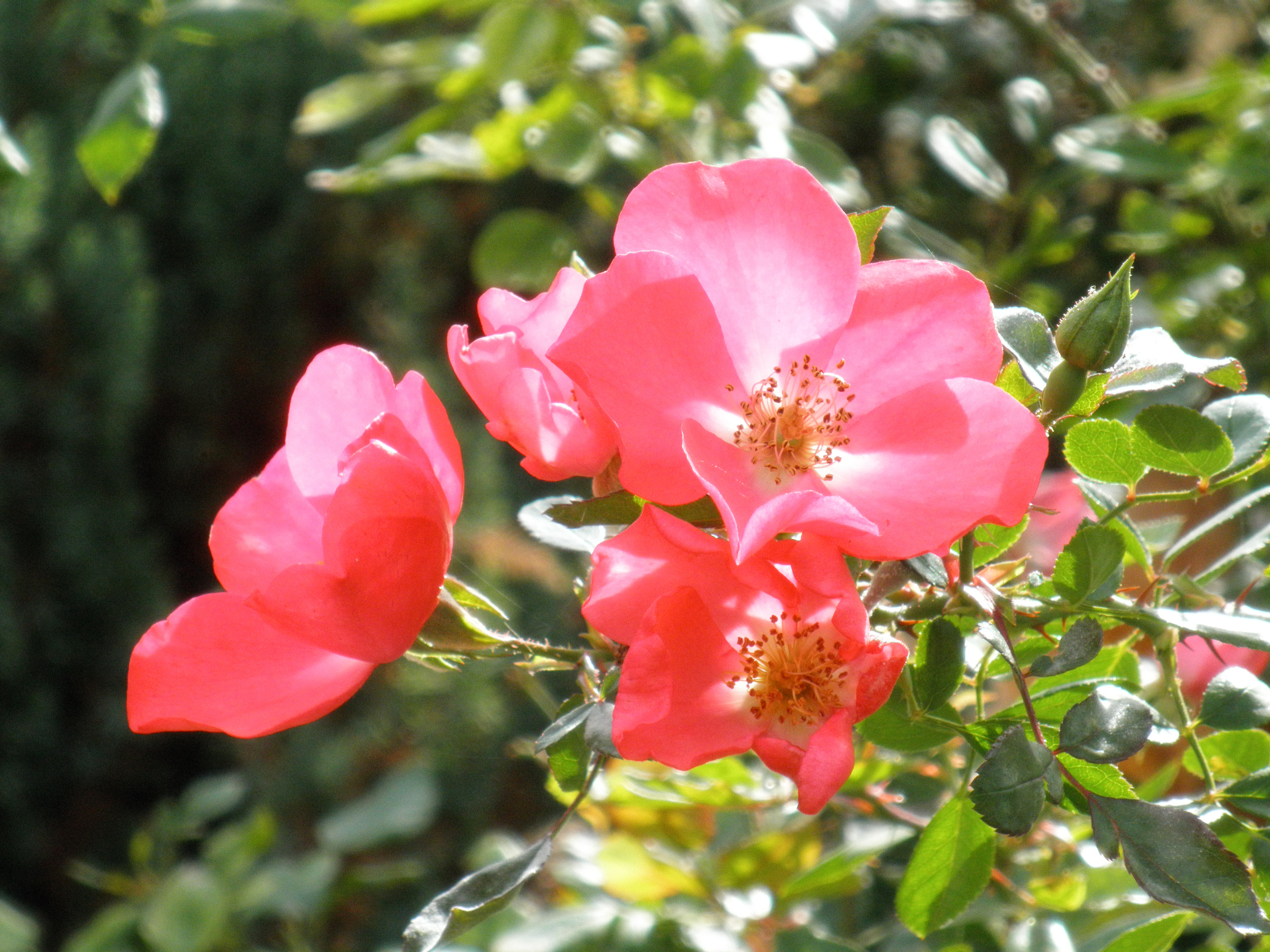